# Durk van Blom

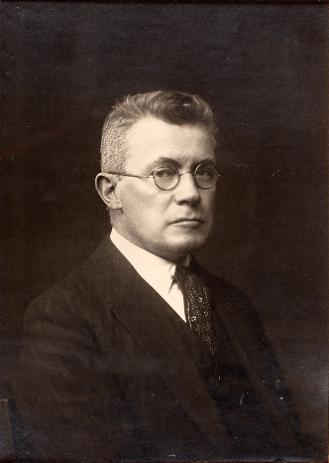
Durk van Blom

Durk van Blom (* 19. Dezember 1877 in Leeuwarden; † 29. November 1938 in Leiden) war ein niederländischer Ökonom.

## Leben
Durk war der Sohn des Beamten Jarich Gelinde van Blom (* 12. Juli 1839 in Drachten; † 13. Oktober 1893 in Leeuwarden) und dessen Frau Catharina Margaretha Duursma (* 23. Januar 1853 in Smallingerland; † 1. Oktober 1908 in Breukelen). Nach dem Besuch des Gymnasiums seiner Geburtsstadt immatrikulierte er sich am 22. September 1896 an der Universität Leiden, um Jura zu studieren. Am 6. Juni 1900 promovierte er zum Doktor der Rechte, war 1901 einige Monate lang Schreiber im zentralen Büro für Statistik in Den Haag und wurde am 1. Juli 1901 Chefredakteur des linksliberalen Zeitung Het Vaderland. Am 31. Dezember 1906 schied er dort aus und wurde am 1. September 1907 Professor für Staats-, Administrativ- und Handelsrecht an der Technischen Hochschule Delft und wechselte dort am 1. Mai 1909 auf die Professur für politische Ökonomie, Arbeitsrecht, Fabrikgesetzgebung und Bergwerksrecht.
Bei der Errichtung der niederländischen Handelshochschule in Rotterdam 1913 wurde er außerordentlicher Professor für Industrie- und Sozialgesetzgebung. Am 18. Oktober 1915 wurde er auf die Professur für politischen Ökonomie und Statistik an die Universität Leiden berufen. Er übernahm diese Aufgabe am 19. Januar 1916 mit der Rede De economie als juristenvak (deutsch: Die Ökonomie als Rechtsfach). Blom schrieb zahlreiche Artikel der wissenschaftlichen Zeitschriften De Economist und De Grids. 1929 wurde er Mitglied der königlich niederländischen Akademie der Wissenschaften und 1910 Mitglied der Gesellschaft für niederländische Literatur in Leiden, als dessen Vorsitzender er 1928 agierte. Im Akademiejahr 1933/34 wählte man ihm zum Rektor der Leidener Alma Mater, in welcher Eigenschaft er am 8. Februar 1934 die Rektoratsrede Economie en samenleving (deutsch: Wirtschaft und Gesellschaft) hielt. Auch war er Ehrendoktor der University of Edinburgh, Ritter des Ordens vom niederländischen Löwen und wurde 1914 Offizier des griechischen Erlöserordens.

## Familie
Blom verheiratete sich am 5. August 1902 in Groningen mit Emma Helena van der Goot (* 14. September 1872 in Sappemeer; † 7. Januar 1947 in Leiden), die Tochter des Jan Romkes van der Groot (* 12. April 1840 in Akkrum; † 14. Oktober 1885 in Sappemeer) und der Anna Mulder (* 24. Januar 1843 in Hoogezand). Aus der Ehe stammen zwei Söhne und eine Tochter. Von den Kindern kennt man:
- Jarich Gelinde van Blom (* 4. Juni 1903 in Den Haag; † 7. Juni 1985) verheiratet am 9. Februar 1949 in Moeara Emin/Sumatra mit Louise Henriette Smit (* 18. Juni 1911 in Kinderdijk)
- Jan Rombout van Blom (* 22. Mai 1907 in Leiden; † 17. April 1986) verheiratet mit Suzette A. E. W. Hartmann (* 27. Mai 1909; † 31. März 1996)
- Catharina Margaretha van Blom (* 24. Februar 1909 in Delft; lebte 1975 in Amsterdam) verheiratet am 7. März 1932 in Batavia mit Johannes Knottenbelt (* 22. Januar 1905 in Sloten; † 28. August 1967 in Luik)

## Werke (Auswahl)
- Het recht der gemeenschap. 1907
- De economie als juristenvak. 1916
- Prae-adviezen over de vragen: Welke economische beginselen moeten van overheidswege worden gevolgd ten aanzien van de volkshuisvesting? Geven de huidige omstandigheden aanleiding tot maatregelen, die op den duur niet moeten worden gehandhaafd, doch wenschelijk zijn om in den woningnood van het oogenblik te voorzien? 1919
- Mijnwezen. 1932
- Economie en samenleving. 1934